# Anticodon

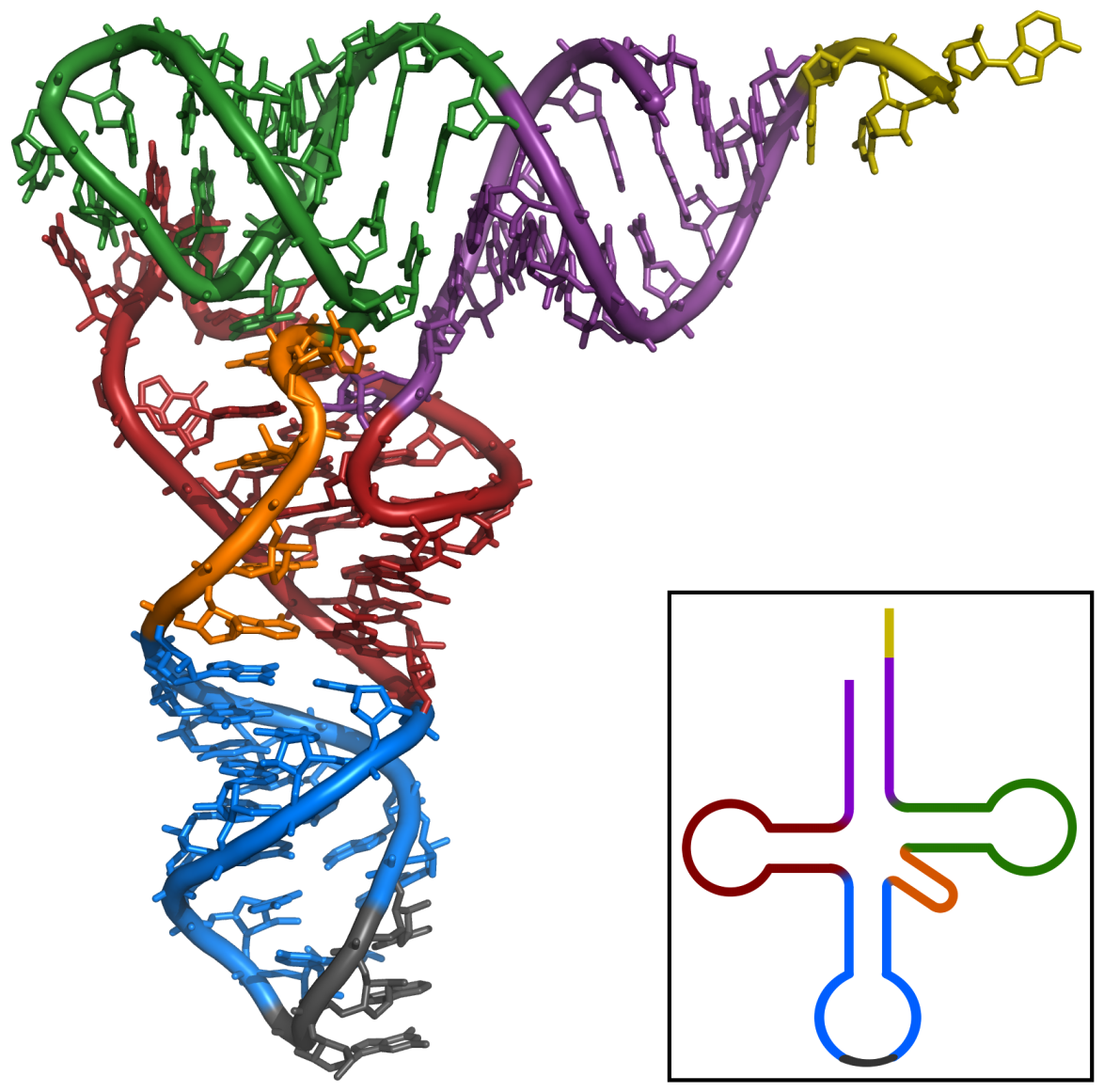
Structure 3D d'un ARNt, avec son anticodon en noir, en bas

L'anticodon est un groupe de trois nucléotides localisé dans la structure des ARN de transfert, qui joue un rôle important dans la traduction de l'ARNm lors de la biosynthèse des protéines. Ce triplet de nucléotides localisé dans une boucle simple-brin peut s'apparier spécifiquement à la séquence complémentaire du codon présent sur le brin d'ARNm. Cette complémentarité spécifique des codons et anticodons permet de faire correspondre un acide aminé à un codon (voir Code génétique). En effet, l'ARNt porte à son extrémité 3' l'acide aminé estérifié correspondant à son anticodon. Lorsque l'appariement codon-anticodon se fait dans le ribosome, ce dernier peut ajouter l'acide aminé requis à la protéine en cours de synthèse.

## Structure
L'anticodon des ARNt correspond aux positions 34, 35 et 36 de la séquence des ARNt, ils sont situés dans une boucle sur la structure de l'ARNt, à l'opposé de l'extrémité 3'-OH où est estérifié l'acide aminé. Lors de la traduction, la base de l'anticodon en position 34 s'apparie avec la dernière base du codon codant l'acide aminé. C'est sur cette position que varient les différents codons synonymes, codant le même acide aminé dans le code génétique. Pour permettre à un même ARNt de reconnaître plusieurs codons synonymes, la position 34 de l'anticodon est souvent un nucléotide modifié, comme l'inosine, capable de réaliser des  appariements bancals (en:wobble) avec plusieurs codons.
De manière générale, les positions 34, 35 et 36 correspondant à l'anticodon, ainsi que la position adjacente 37 portent fréquemment des bases modifiées ou hypermodifiées. Le rôle de celles-ci est probablement de stabiliser les interactions codon-anticodon au niveau du ribosome. Ainsi, par exemple, l'anticodon de l'ARNt(Lys)3 humain, qui décode les codons spécifiques de la lysine, porte le nucléotide hypermodifié 5-méthoxycarbonylméhtyl,2-thiouridine (mcm5s2U) en position 34 (wobble) de son anticodon.

## Rôle dans la fidélité du décodage génétique
Ce sont les aminoacyl-ARNt synthétases qui sont responsables de l'estérification du bon acide aminé sur chaque ARNt, en fonction de la séquence de son anticodon.

## Exemples
Si le codon est 5'-AUG-3' alors l'anticodon sera 3'-UAC-5' par le principe de complémentarité des bases nucléiques.
```
5'-AUG-3'
3'-UAC-5'
```

ou encore
```
5'-UUG-3'
3'-AAC-5'
```